# Pluteus roseipes
Pluteus roseipes Höhn 1902 es un hongo basidiomiceto de la familia Pluteaceae. Es una seta comestible, pero muy abundante, que se desarrolla generalmente en zonas de montaña, sobre madera muerta o sobre troncos de coníferas. Su epíteto específico, roseipes, significa "de pie rosado".

## Descripción
Su seta, o cuerpo fructífero presenta un sombrerode entre 8 y 10 centímetros de diámetro. Es de color variable, marrón o marrón ahumado, con tonos más grises y más oscuro en el centro en ejemplares viejos. En ejemplares jóvenes, este sombrero tiene forma acampanada. Más tarde se extiende, adquiriendo una forma aplanada y mamelonada. La cutícula del sombrero es aterciopelada con el borde sutilmente acanalado. Las láminas son libres, tupidas y de borde redondeado, de color rosado. El pie puede llegar a medir hasta 8 centímetros de longitud, es fibroso y muchas veces aparece retorcido. Es de color claro con tonos rosas, algo engrosado y de textura afelpada en su base. La esporada es rosada y su carne es tierna y blanca —ocasionalmente grisácea— con tonos rosados en la zona del pie más cercana al sustrato.